# Hammer Philippsburg

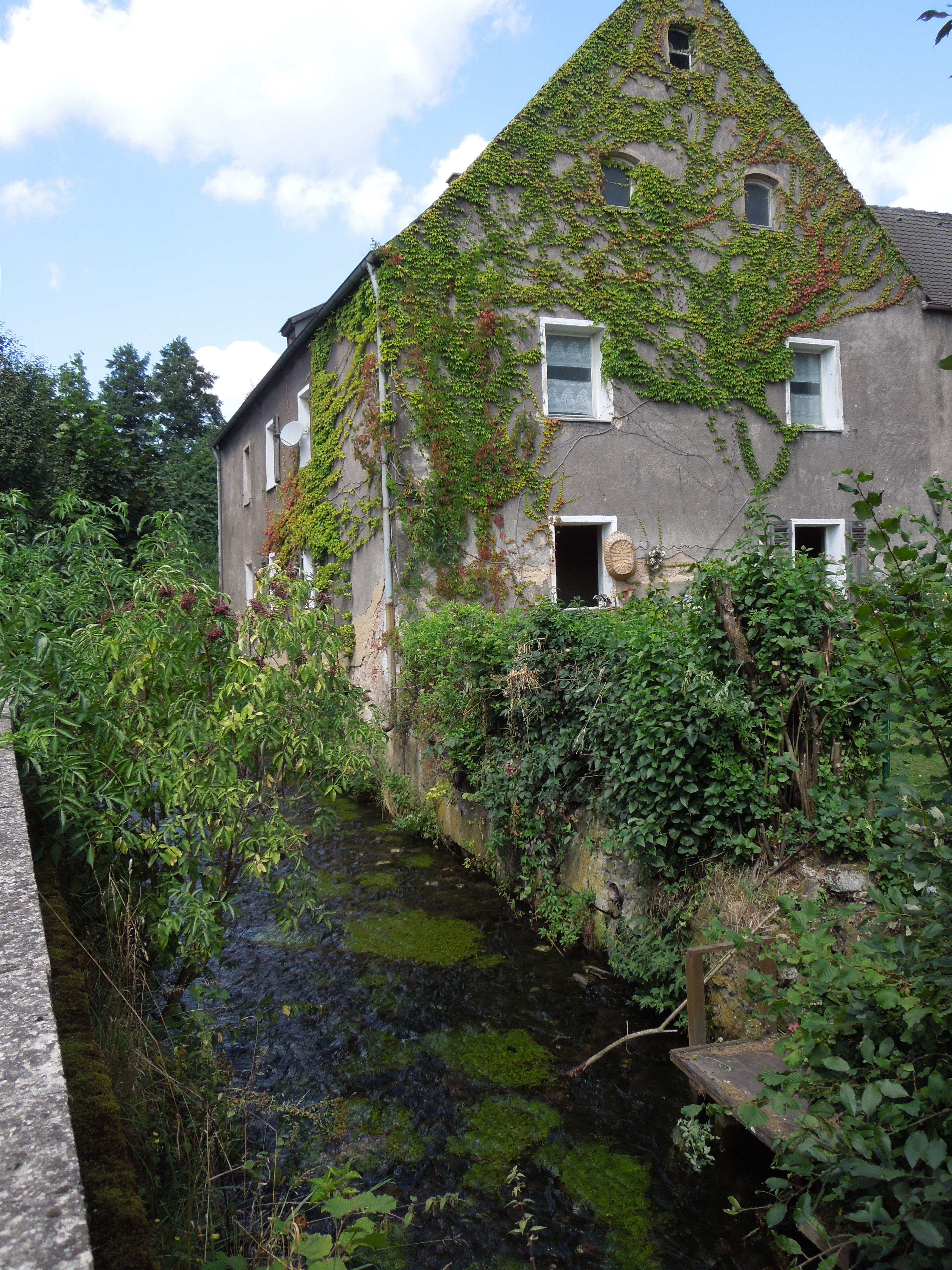
Hammer Philippsburg / Hammer Rosenberg – im Vordergrund der Rosenbach

Der denkmalgeschützte Hammer Philippsburg (bzw. Hammer Rosenberg, so seine frühere Bezeichnung) ist ein ehemaliges Hammerwerk in der oberpfälzischen Stadt Sulzbach-Rosenberg im Landkreis Amberg-Sulzbach von Bayern (Hammerphilippsburg 1 a). Der Schienhammer wurde von der Wasserkraft eines Kanals des Rosenbaches angetrieben.

## Geschichte
Rosenberg war eines der Reichsgüter um Sulzbach. 1307 überträgt König Albrecht das „castrum Rosenberg“, das ehemals dem Grafen Gebhard von Hirschberg gehörte, den wittelsbachschen Herzögen Ludwig und Rudolf. Im Urbar des Viztumamtes Lengenfeld von 1326 erscheint Rosenberg als herzogliches Urbarsamt.
1366 verleiht Pfalzgraf Ruprecht der Ältere dem Friedrich dem Castner zu Rosenberg das Recht zur Errichtung eines Eisenhammers. 1387 war dieser Hammer in den Händen des Nürnberger Patriziers Peter Behaim, der auch Mitglied der Oberpfälzer Hammereinigung war („Peter Pehaym mit dem hamer zu Rosenberg“).

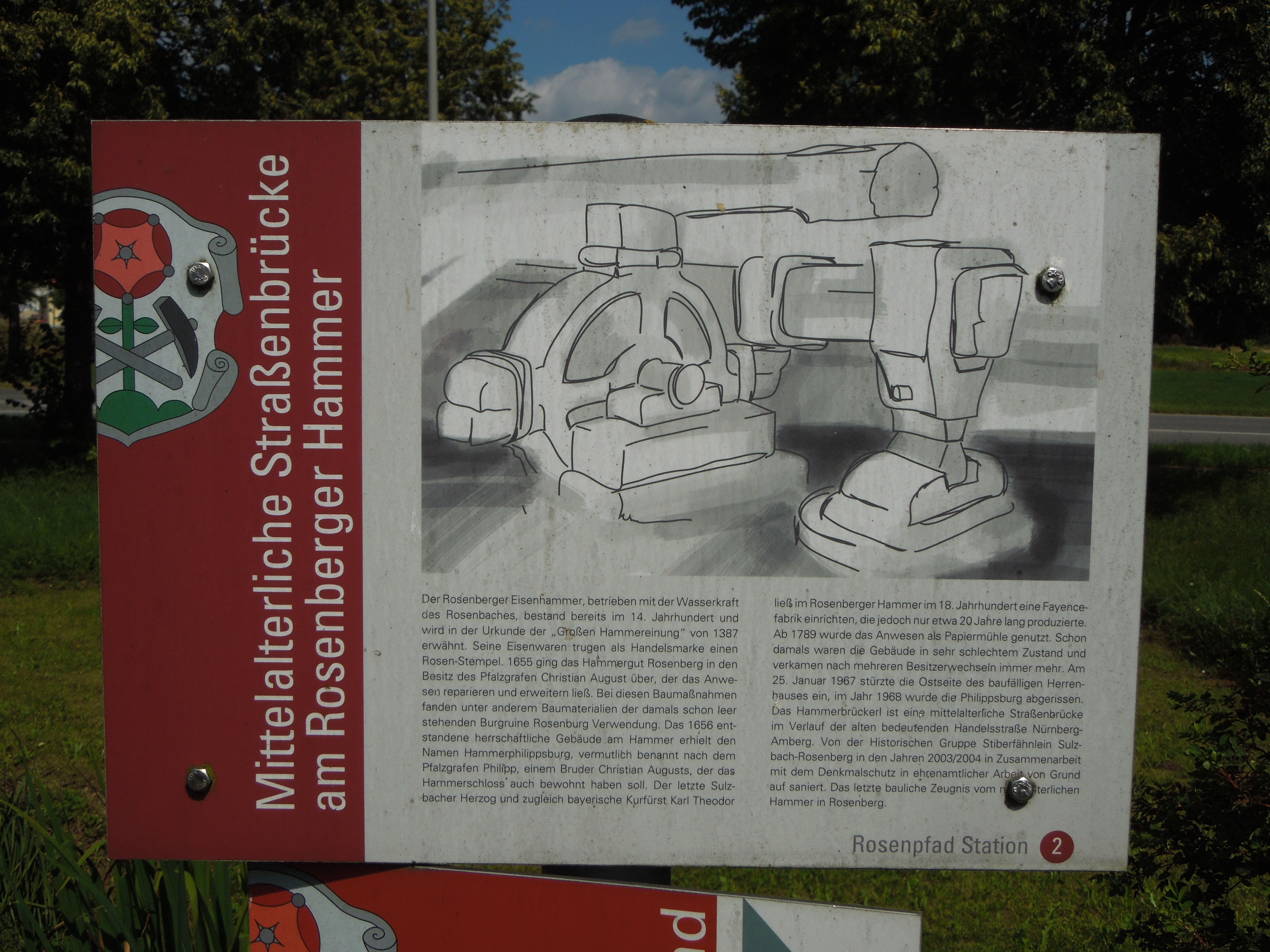
Infotafel zur Hammer Philippsburg / Hammer Rosenberg

1405 erhält Hans Kotterlein († 1412), Bürger zu Amberg, den Hammer zu Lehen. Nach seinem Tod erhielt sein Sohn Erhart († 1420) den Hammer, die Mühle und den Weiher. Von dessen Wirwe und den beiden hinterlassenen Töchtern kam der Besitz je zur Hälfte an Heymeram Alhard (Bürger von Amberg) und Ulrich Löneysen (Bürger zu Sulzbach). Danach war das Werk, in dem Stabeisen produziert  wurde, meist in Händen Sulzbacher Bergherren, teils auch landsässiger Hammermeistergeschlechter: Der Sulzbacher Bürger Erasmus Sauerzapf kauft 1427 von Haymran Alhard den halben Hammer, 1435 erwirbt er die andere Hälfte von Ulrich Löneysen. Erasmus Sauerzapf ließ hier zusätzlich einen Blechhammer errichten; vermutlich dachte er daran, hier die Bleche auch verzinnen zu lassen, da er vom Markgrafen von Bayreuth ein Schürfrecht auf Zinnerz bei Tröstau erworben hatte. 1450 erneuert Herzog Albrecht dem Jakob Sauerzapf die Privilegien des Hammers zu Rosenberg; inbegriffen war die Strafgerichtsbarkeit über die Arbeiterschaft. 1515 werden diese Rechte dem Balthasar Doles bestätigt (dessen Frau Agnes war eine Sauerzapf), der vermutlich kurz zuvor den Hammer erworben hat. Nachfolger wurde Melchior Dolores († 1563), zugleich Ratsherr zu Sulzbach; von ihm ist in der evangelischen Pfarrkirche zu Rosenberg ein Grabstein von 1563 erhalten. Franz Doles erhält noch 1571 eine Privilegienerneuerung für das Hammerwerk. 1605 wird Hans Doles mit dem Hammer belehnt, bereits 1616 werden seine Söhne Hans Wilhelm und Hans Sebastian als Besitzer genannt. 1630 findet sich noch ein Hinweis auf „Doles’sche Kinder zu Rosenberg“. Bereits ab 1610 beginnt die Verschuldung des Hammerwerkes. Ab 1633 besaß Franz Busen das aufgrund von Kriegseinwirkungen stark beschädigte Hammerwerk und ließ es wieder aufrichten. Der Hochofen mitsamt dem Hammer war bis 1783 in Betrieb, ohne aber seine frühere Bedeutung wieder zu erreichen.
Im 18. Jahrhundert wurde das Hammerwerk für etwa 20 Jahre als Kunstmühle (Fayence-Fabrik) genutzt. Ab 1789 wurde das Anwesen als Papiermühle verwendet.
Die Bezeichnung Hammer Philippsburg (so genannt ab 1660) geht auf den Pfalzgrafen Philipp Florinus († 1703) zurück, einem Bruder von Herzog Christian August zu Sulzbach, der hier eine Zeit lang gelebt hatte.
Der Hammer wurde bis zuletzt von der Familie Decker bewohnt. Der letzte im Herrenhaus geborene Günter Friedrich Decker (* 25. Januar 1963) lebt heute in der Nähe von München.
Am 25. Januar 1967 stürzte das Herrenhauses bis auf die westliche Hausfront ein. Auf dem verbliebenen einen Quadratmeter Bodenfläche des ersten Stockes saß der Hausherr Franz Decker am Fenster auf einem Stuhl und die Beine hingen ins Leere. Er wurde von der Feuerwehr durch das Fenster gerettet. Die restliche Familie befand sich zu später Stunde noch auf der Geburtstagsfeier des Enkels Günter.  Noch in der gleichen Nacht begannen die Plünderungen der Kunst- und Wertgegenstände. Die verbliebene Hausfront wurde 1968 abgerissen.

## Hammer Philippsburg heute

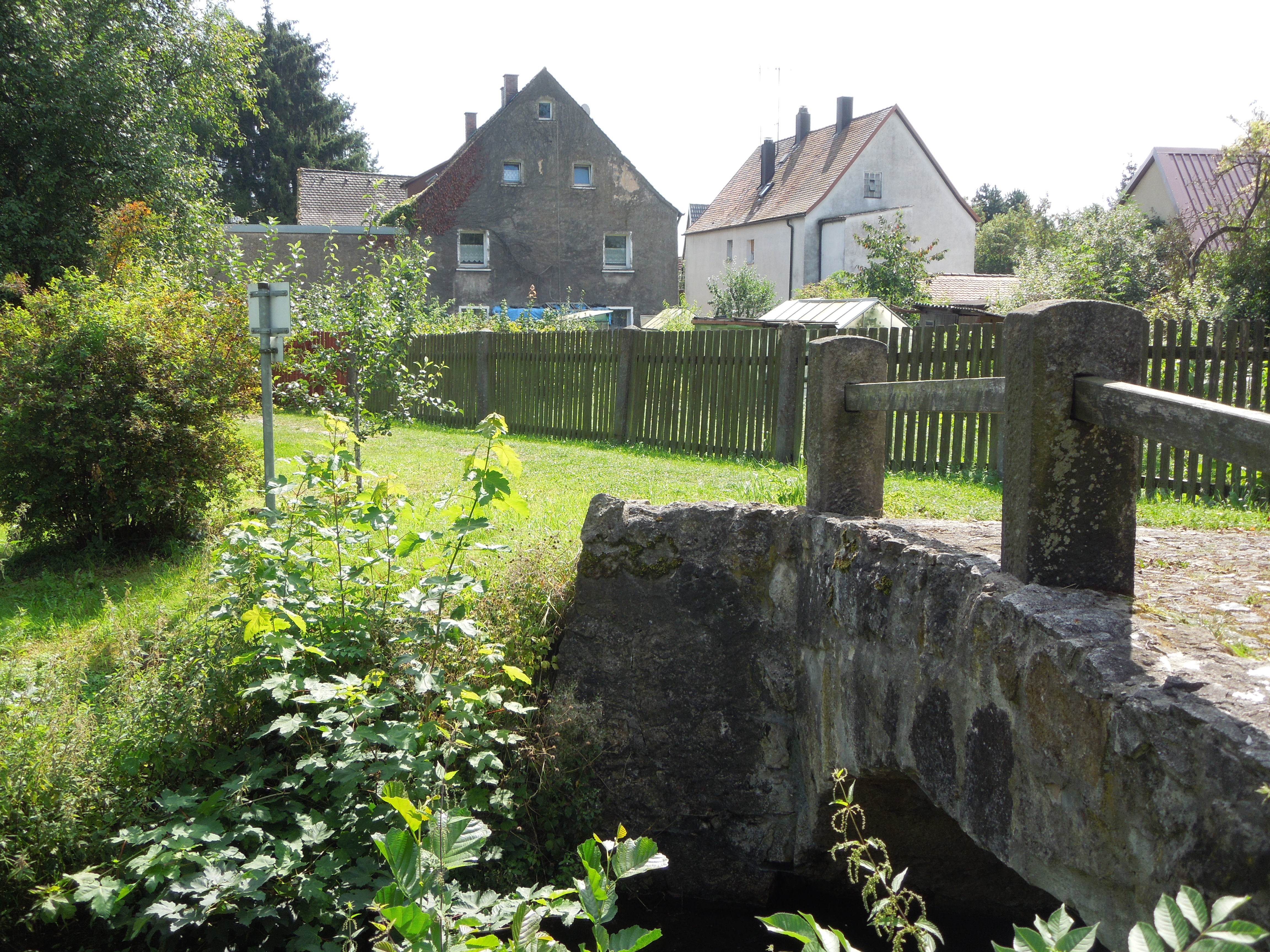
Hammer Philippsburg / Hammer Rosenberg (linkes Gebäude) – rechts im Vordergrund Brücke und Teil vom Rosenbach

Das ehemalige Hammerhaus ist ein zweigeschossiger, verputzter Massivbau mit einem Satteldach. Nordöstlich findet sich ein Anbau mit einem niedrigeren Dachgeschoss. Das Gebäude ist teilweise mit Stichbogenfenstern ausgestattet. Im Kern (Grundmauern) geht das Gebäude auf das 16. Jahrhundert zurück. Traufseitig findet sich ein eingelassener Wappenstein mit der Jahreszahl „1578“.